# 武都镇
武都镇，是中华人民共和国四川省绵阳市江油市下辖的一个乡镇级行政单位。2019年12月，将原长城街道二万八社区、临江社区、西坪社区所属行政区域划归武都镇管辖，武都镇人民政府驻城塘路25号。

## 行政区划
武都镇下辖以下地区：
佑木社区、团山社区、公坪村、双埝村、五通村、豆坪村、涪阳村、海金村、团山村、田坝村、汝州村、接官厅村、龙安村、兴印村、北山村、东坪村、金武村和永放村。